# 5-ös busz (Nagyatád)
A nagyatádi 5-ös jelzésű autóbusz egy helyi járat, ami az Autóbusz-állomás és az Éltes Mátyás iskola között közlekedik. A viszonylatot a Volánbusz üzemelteti.

## Megállóhelyei
| 0 | Autóbusz-állomás végállomás    | 0 | 0.0 km | 1, 4 1175, 1177, 1562, 1641 5686, 5688, 5966, 6041, 6081, 6100, 6101, 6102, 6103, 6104, 6115, 6116, 6117, 6119, 6120, 6122 |
| 1 | Éltes Mátyás iskola végállomás | 5 | 1.4 km | – |